# Shwan Jalal
Shwan Saman Jalal (Bagdad, Irak, 14 de agosto de 1983), exfutbolista y entrenador iraquí, nacionalizado inglés. Actualmente es entrenador de porteros del Newcastle United Football Club de Inglaterra.

## Clubes
| Club                              | País       | Año         |
| --------------------------------- | ---------- | ----------- |
| Tottenham Hotspur Football Club   | Inglaterra | 2001 - 2004 |
| Woking FC (a préstamo)            | Inglaterra | 2002 - 2003 |
| Woking Football Club              | Inglaterra | 2004 - 2007 |
| Sheffield Wednesday (a préstamo)  | Inglaterra | 2006        |
| Peterborough United Football Club | Inglaterra | 2007 - 2008 |
| Morecambe FC (a préstamo)         | Inglaterra | 2008        |
| AFC Bournemouth                   | Inglaterra | 2008 - 2013 |
| Oxford United (a préstamo)        | Inglaterra | 2014 - 2013 |
| Leyton Orient (a préstamo)        | Inglaterra | 2014        |
| Bury FC                           | Inglaterra | 2014 - 2015 |
| Northampton Town                  | Inglaterra | 2015        |
| Macclesfield Town                 | Inglaterra | 2015 - 2016 |
| Wrexham                           | Gales      | 2016 - 2017 |
| Macclesfield Town                 | Inglaterra | 2017 - 2018 |
| Chesterfield                      | Inglaterra | 2018 - 2020 |

## Palmarés

### Títulos nacionales
| Título          | Club              | País       | Año     |
| --------------- | ----------------- | ---------- | ------- |
| National League | Macclesfield Town | Inglaterra | 2017-18 |